# Imagerie Zeeman-Doppler

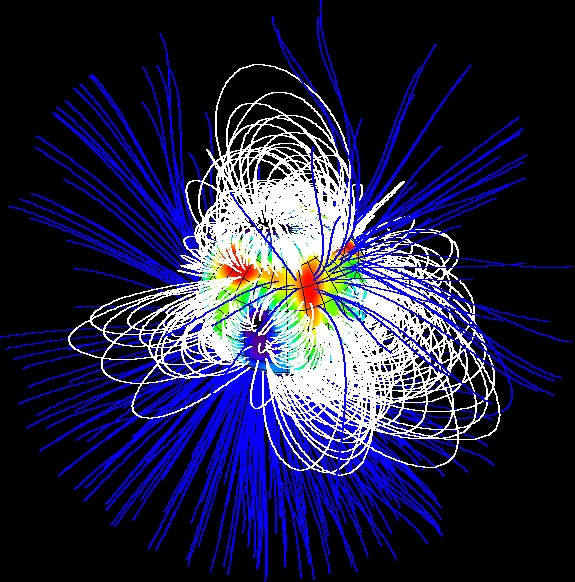
Champ magnétique de SU Aur (étoile jeune de type T Tauri), obtenu par imagerie Zeeman-Doppler.

En astrophysique, l’imagerie Zeeman-Doppler est une technique tomographique destinée à cartographier le champ magnétique à la surface des étoiles.
Cette méthode utilise la capacité des champs magnétiques stellaires à polariser la lumière émise (ou absorbée) dans les raies spectrales formées dans l'atmosphère de l'étoile (l'effet Zeeman). La modulation périodique des signatures Zeeman au cours de la rotation de l'étoile sur elle-même est utilisée pour reconstruire de manière itérative la distribution du vecteur champ magnétique à la surface de l'étoile. Cette technique fait appel au principe de reconstruction d'image par maximisation d'entropie ; elle fournit la géométrie la plus simple du champ magnétique (sous la forme d'un développement en harmoniques sphériques) parmi les différentes solutions qui permettent de reproduire les observations.
L'imagerie Zeeman-Doppler est la première méthode à fournir des informations sur le magnétisme organisé des étoiles similaires au Soleil ; elle permet aujourd'hui d'étudier de manière systématique le magnétisme des étoiles et donne notamment accès à la géométrie des arches géantes que le champ magnétique dresse à leur surface. Pour les observations nécessaires à ces études, les astrophysiciens utilisent les spectropolarimètres ESPaDOnS au télescope Canada-France-Hawaï sur le Mauna Kea (à Hawaii), et NARVAL au télescope Bernard Lyot du Pic du Midi de Bigorre (Hautes Pyrénées).